# Sztuka i Dokumentacja
Sztuka i Dokumentacja – czasopismo naukowe o sztuce wydawane w latach 2009–2017 przez Stowarzyszenie Sztuka i Dokumentacja. Od 2018 roku wydawcą pisma jest Akademia Sztuk Pięknych w Gdańsku we współpracy ze Stowarzyszeniem Sztuka i Dokumentacja. Ukazuje się dwa razy w roku - wiosną i jesienią.  Artykuły naukowe są recenzowane. Wszystkie treści są publikowane na licencji Creative Commons. Pismo jest platformą dla naukowców, krytyków, kuratorów i artystów zajmujących się sztuką współczesną.  
W piśmie publikowane są artykuły o sztuce mającej charakter efemeryczny czyli konceptualny i postkonceptualny oraz zagadnieniach pokrewnych; dokumentacji i dokumentowania sztuki współczesnej oraz tworzenia dzieł sztuki w oparciu o dokumentację. Publikuje również materiały źródłowe – kalendaria galerii, manifesty, wypowiedzi i komentarze autorskie. Zawartość czasopisma odzwierciedla performatywny charakter przedmiotu badań. Pismo włącza badania nad sztuką w szerokie pole performatyki. Ugruntowuje relację badań naukowych nad sztuką ze współczesną praktyką artystyczną oraz łączy teorię i praktykę w sposób bardziej bezpośredni. Odzwierciedlają to tematy prezentowane w czasopiśmie oraz rozszerzone pole badawcze i metodologie, które są się bardziej zróżnicowane i interdyscyplinarne. 
Artykuły są dostępne na stronie internetowej czasopisma oraz w bazach danych: CEJSH', CEEOL, BazHum, EBSCO, ESCI, POL-index, ICI. Pismo Sztuka i Dokumentacja znajduje się na liście czasopism punktowanych MNiSW - 8 punktów
Obecnie redaktorem naczelnym jest Łukasz Guzek.
Rada naukowa: Ryszard Kluszczyński, Kristine Stiles, Anna Markowska, Slavka Sverakova, Leszek Brogowski, Tomasz Załuski, Bogusław Jasiński, Tassilo von Blittersdorff, Cornelia Lauf, Iwona Szmelter,  Hanna B. Hölling.
Redakcja: Łukasz Guzek (red. naczelny), Anka Leśniak (sekretarz redakcji), Józef Robakowski, Aurelia Mandziuk, Adam Klimczak, Anne Seagrave (korekta w języku angielskim), Beata Śniecikowska (korekta w języku polskim), Norbert Trzeciak (grafika i skład).